# Priodesmus parae
Priodesmus parae är en mångfotingart som beskrevs av Cook 1896. Priodesmus parae ingår i släktet Priodesmus och familjen Chelodesmidae. Inga underarter finns listade i Catalogue of Life.